# Качки в місті
«Качки в місті» (Sitting Ducks) — американський мультсеріал, створений по знаменитій книзі Майкла Бедарда.

## Список серій

### 1 сезон
- 01 серія — Та, що біжить качка / Гола качка
- 02 серія — Качки на прокат / Гиг гіг ура
- 03 серія — Підглядати качка / Танення Фреда
- 04 серія — Згадуючи диких родичів / Муха, яка мене полюбила
- 05 серія — Кулінарне буйство / Великий день Бев
- 06 серія — Уеддл здичавів / Білл висиджує яйце
- 07 серія — Білла показують у новинах / Молоко є?
- 08 серія — Водійські права на скутер / Стара качка і море
- 09 серія — Докучливий гість / Піти від усього цього
- 10 серія — Опівнічна закуска / Відвідувач
- 11 серія — Качки на льоду / Де Альдо?
- 12 серія — Великий обман / Трагедія Уеддла
- 13 серія — Стоматологічне пригода / Ось така робота

### 2 сезон
- 14 серія — Держава, що тримає ручка 13 / Качки-шибайголови
- 15 серія — Качка Альдо / Переслідуючи Енді
- 16 серія — Нога долі / Велика гонка на скутерах
- 17 серія — О брате, яке мистецтво / Міська легенда
- 18 серія — Лихоманка Фреда / Ти заземлений
- 19 серія — Алігатор в масці / Лотта Гелати
- 20 серія — Пір'яний острів / Король Бонго
- 21 серія — Секрет Фреда / Дядя Альдо Арті
- 22 серія — Близькі стосунки зеленого типу / Піймаю тебе, алігатор
- 23 серія — Нічого крім правди / Качка і укриття
- 24 серія — Крижана качка / Качині танці
- 25 серія — Вільний як птах / Пір'я пташиної погоди
- 26 серія — Любитель качок / Кряк з глибинки

## Персонажі
- Білл — качка, головний герой мультсеріалу, носить червону метелика.
- Альдо — алігатор, кращий друг Білла.